# クインシー・プロメス
クインシー・プロメス（Quincy Promes, 1992年1月4日 - ）は、オランダ・アムステルダム出身のサッカー選手。ユナイテッドFC所属。元オランダ代表。ポジションはFW。

## 経歴

### クラブ
2012年、FCトゥウェンテでトップチーム昇格を果たす。4月11日、AZアルクマール戦でプロデビューを果たした。
同年7月31日、ゴー・アヘッド・イーグルスにレンタル移籍した。
2014年8月8日、FCスパルタク・モスクワに4年契約で完全移籍した。
2018年8月31日、セビージャFCに5年契約で完全移籍。
2019年6月24日、セビージャからアヤックスに完全移籍した。
2021年2月24日、FCスパルタク・モスクワに完全移籍した。
2024年9月4日、UAEファーストディヴィジョンリーグ（UAE2部）のユナイテッドFCに加入したことが発表された。

### 代表
オランダ代表として各年代でプレーし、2014年3月、親善試合のフランス代表戦でA代表デビューを果たした。2016年10月7日のFIFAワールドカップ予選のベラルーシ戦で代表初得点を含む2ゴールを挙げた。

### 不祥事
2024年2月14日、オランダのアムステルダム地方裁判所はプロメスに対し、2020年にコカイン1361kgの密輸に加担した罪で禁錮6年を言い渡した。スパルタク・モスクワに所属するプロメスは出廷しなかった。過去に行われたロシアからの身柄引き渡しの試みはいずれも失敗しており、裁判所は同日、逮捕状を発行した。プロメスは親戚を刺した別の事件でも禁錮18月を言い渡されている。また、同年2月29日にはトレーニングキャンプで滞在中のアラブ首長国連邦（UAE）で交通事故を起こし、その場を立ち去ったことから一時拘束された。オランダはUAEに対してもプロメスの身柄引き渡し要請をしているが、事故の判決が出ていないことから出国が認められていない。

## 所属クラブ
- FCトゥウェンテ 2012-2014

→  ゴー・アヘッド・イーグルス 2012-2013 (loan)
- FCスパルタク・モスクワ 2014-2018
- セビージャFC 2018-2019
- アヤックス・アムステルダム 2019-2021
- FCスパルタク・モスクワ 2021-2024
- ユナイテッドFC（英語版） 2024-

## タイトル

### クラブ
スパルタク
- ロシア・プレミアリーグ 2016-17
- ロシア・スーパーカップ 2017
- ロシア・カップ 2021-22

アヤックス
- ヨハン・クライフ・スハール 2019

### 個人
- ロシア・プレミアリーグ得点王 2017-18